# 白雷根河

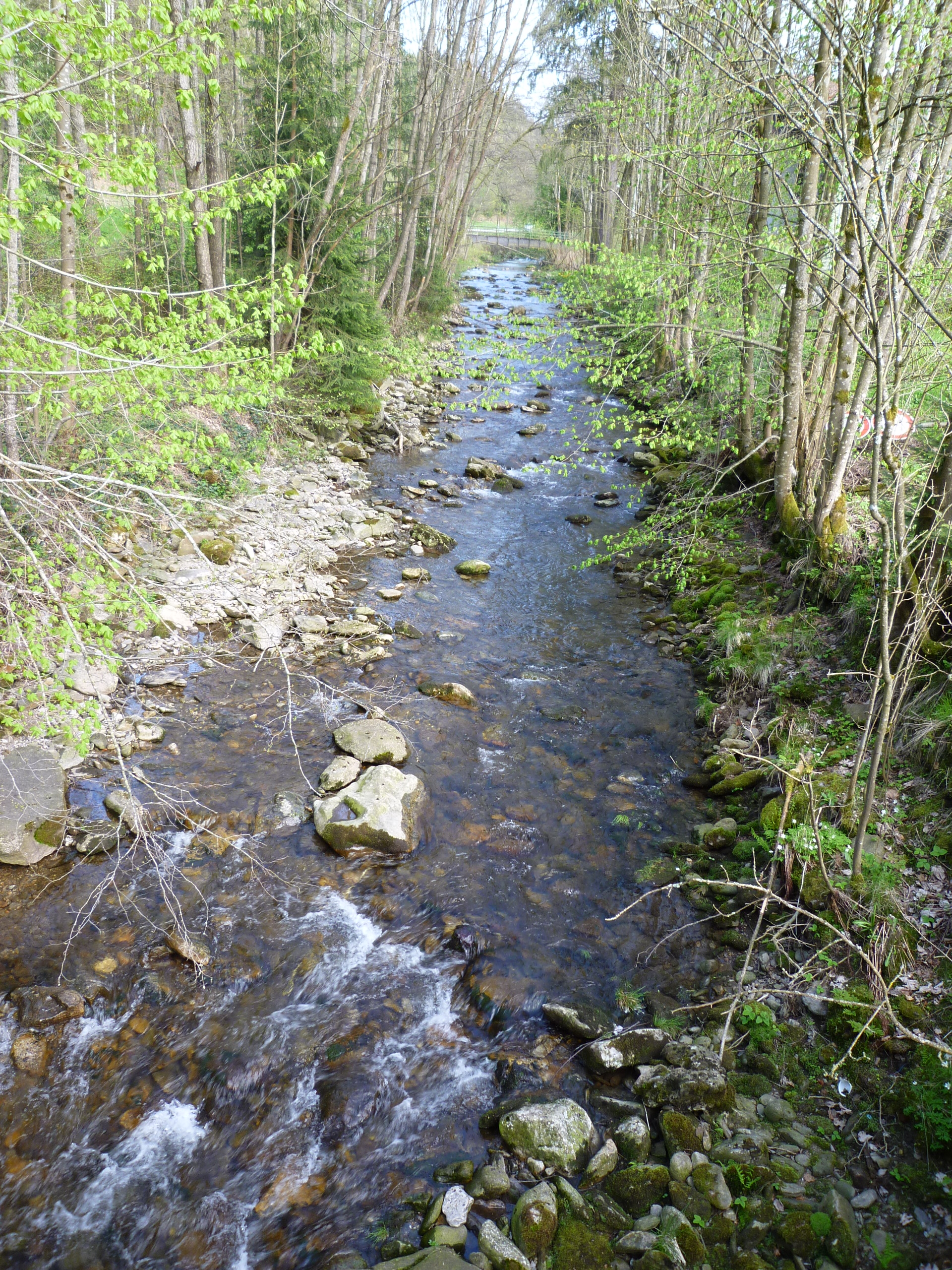
白雷根河

49°00′47″N 13°13′39″E / 49.013062°N 13.227421°E
白雷根河（德語：Weißer Regen），是德國的河流，位於該國東南部，由巴伐利亞負責管轄，屬於雷根河的右支流，河道全長38公里，流域面積240.3平方公里，湖水來自小阿伯湖。